# Eugène Martin
Eugène Emile Martin (Suresnes, 24 marzo 1915 – Aytré, 12 ottobre 2006) è stato un pilota automobilistico francese. Ha partecipato a due Gran Premi di Formula 1 durante la stagione 1950.

## Carriera

### Prima della Formula 1
Tra il 1946 e il 1950, ha partecipato a diverse gare automobilistiche francesi, aggiudicandosi la prima Coupe Robert Mazaud del 6 ottobre 1946, al Bois de Boulogne, il Circuit des Remparts, del 15 giugno 1947, ad Angoulême, e la Coupe de Lyon, del 29 settembre 1947, a Lione, sempre alla guida di una BMW 328. Altri piazzamenti degni di nota, sono: il 2º posto alla Coupe dell'Entraide Française, del 13 maggio 1946, a Marsiglia, alla guida di una BMW 328; il 2º posto alla Coupe de Nantes  del 28 luglio 1946, a Nantes, alla guida di una BMW 328, ed il 2º posto alla Coupe de Paris del 27 luglio 1947, anche in questo caso, alla guida di una BMW 328.

### Esperienza in Formula 1
Ha preso parte al Gran Premio di Gran Bretagna 1950 (prima gara del mondiale), dove, partito in settima posizione, si è ritirato all'8º giro, per insufficiente pressione dell'olio, e al Gran Premio di Svizzera 1950 (terza gara del mondiale), dove, partito in nona posizione, si è ritirato al 20º giro per un incidente. In entrambe le gare ha partecipato con una Talbot-Lago T26C-DA ufficiale. Complessivamente, ha percorso 28 giri di gare valevoli per il campionato mondiale di Formula 1, e ha conquistato 0 punti mondiali.

### Dopo la Formula 1
Dopo la parentesi mondiale del 1950, ha diradato la sua partecipazione alle gare automobilistiche, giungendo 5º al XIII Gran Prix de Pau, del 14 aprile 1952, e correndo, in coppia con Gustave Olivier, alla 24 ore di Le Mans 1953, dove, alla guida di una Porsche 356 del gruppo Sport 1500, si è dovuto ritirare, dopo 115 giri, per noie al motore. La sua ultima gara fu il XV Gran Prix de Pau, del 19 aprile 1954, quando, alla guida di una Gordini T 16, in un incidente, si fratturò una gamba. In seguito a ciò, si ritirò dalle competizioni.

## Risultati completi in Formula 1
| 1950 | Scuderia                   | Vettura          |     |  |  |     |  |  |  | Punti | Pos. |
| ---- | -------------------------- | ---------------- | --- |  |  | --- |  |  |  | ----- | ---- |
| 1950 | Automobiles Talbot-Darracq | Talbot-Lago T26C | Rit |  |  | Rit |  |  |  | 0     |      |

| Legenda | 1º posto     | 2º posto | 3º posto    | A punti         | Senza punti/Non class.  | Grassetto – Pole position Corsivo – Giro più veloce |
| Legenda | Squalificato | Ritirato | Non partito | Non qualificato | Solo prove/Terzo pilota | Grassetto – Pole position Corsivo – Giro più veloce |